# Young Artist Award/Bester Hauptdarsteller in einem Spielfilm
Der Young Artist Award in der Kategorie Bester Hauptdarsteller in einem Spielfilm ist eine der Auszeichnungen, die jährlich in den Vereinigten Staaten von der Young Artist Foundation verliehen werden, einer 1979 gegründeten Non-Profit-Organisation. Sie richtet sich an Schauspieler, die jünger als 21 sind und eine hervorragende Leistung in einer Hauptrolle in einem Spielfilm erbracht haben. Von 1979 bis 2000 war die Auszeichnung unter dem Titel Youth in Film Award als Bester Hauptdarsteller in einem Spielfilm, sowie unter zahlreichen anderen Variationen im Laufe der Jahre bekannt, wobei sich der Grundgedanke hinter dem Preis seit seiner Gründung nicht verändert hat. Die Gewinner werden in einer geheimen Abstimmung durch die 125 Mitglieder der Young Artist Association sowie durch frühere Youth-in-Film- und Young-Artist-Award-Gewinner ermittelt.

## Geschichte
Während der letzten 34 Jahre hat die Young Artist Association eine Gesamtanzahl von 43 Awards in der Kategorie Bester Hauptdarsteller in einem Spielfilm an 40 verschiedene Schauspieler verliehen. Die Gewinner des Awards erhalten die traditionelle Young-Artist-Award-Statuette, eine vergoldete Figur eines Mannes mit einem Fünfstern über seinem Kopf, die an eine kleine Oscarstatuette in Kindergröße erinnert. Der erste Preisträger war Dennis Christopher, der bei den Youth in Film Awards 1979 für seine Rolle in Vier irre Typen – Wir schaffen alle, uns schafft keiner ausgezeichnet wurde. Der bisher letzte Preisträger war Tom Holland, der für seine Rolle in The Impossible bei den Young Artist Awards 2013 geehrt wurde.
In der Geschichte des Awards, wurde die Kategorie Bester Hauptdarsteller in einem Spielfilm mehrere Male aufgespalten. Bis zur 3. Verleihung der Awards im Jahr 1981 konnten für die Kategorie alle Schauspieler nominiert werden, ganz egal ob die Rolle nun als Haupt- oder Nebenrolle angesehen wurde. Bei den Youth in Film Awards 1982 wurde aufgrund dieser Tatsache die Kategorie Bester Nebendarsteller in einem Spielfilm als ein getrennter Award eingeführt. In den späten 1980er- und den frühen 1990er-Jahren, wurde die Kategorie für drei Verleihungen, 1987, 1989 und 1994, aufgespalten. Während dieser drei Jahre teilte die Young Artist Association die Kategorie in vier Unterkategorien, Bester männlicher Superstar in einem Spielfilm, Bester Hauptdarsteller in einem Spielfilm (Drama), Bester Hauptdarsteller in einem Spielfilm (Comedy oder Fantasy) und Bester Hauptdarsteller in einem Spielfilm (Horror oder Mystery), auf. Indessen fusionierte die Organisation nach der 15. Verleihung diese Unterkategorien wieder zu einer zusammen.
Beginnend mit den Youth in Film Awards 1993, teilte die Organisation die Kategorie ein weiteres Mal auf, wobei eine Kategorie für junge Filmschauspieler unter zehn Jahren eingeführt wurde. Die Kategorie Bester Schauspieler in einem Spielfilm – zehn Jahre oder jünger wurde im Zuge dessen zu einem festen Bestandteil der Young Artist Awards und werden auch heute noch (Stand: Verleihung 2013) vergeben. Trotz der Gründung einer Kategorie für Schauspieler im Alter von zehn oder jünger werden auch weiterhin einige Hauptdarsteller unter zehn in dieser Kategorie nominiert.

## Rekorde
Während die Young Artist Association heutzutage strenge Anforderungen in Bezug auf das Alter der Nominierten für einen Young Artist Award hat, hatten sie ursprünglich keine besonderen Altersbeschränkungen. Heute müssen die Kandidaten, die für einen Young Artist Award wählbar sind, zum Zeitpunkt der Dreharbeiten für das jeweilige Projekt zwischen dem Alter von fünf und 21 sein. Allerdings ist der älteste Gewinner des Award des Besten Hauptdarstellers in einem Spielfilm Dennis Christopher, der zum Zeitpunkt seines Gewinnes für Vier irre Typen – Wir schaffen alle, uns schafft keiner bei der ersten Verleihung der Awards 23 Jahre alt war. Der jüngste Gewinner ist Mason Gamble, der zum Zeitpunkt seines Gewinnes für Dennis bei den Youth in Film Awards 1993 acht Jahre alt war.
Die folgende Liste ist eine Aufzählung von Rekorden der häufigsten Nominierten und Gewinnern in der Kategorie Bester Hauptdarstellers in einem Spielfilm. Die Gewinner und Nominierten in den anderen Filmkategorien, wie Bester Nebendarsteller in einem Spielfilm, Bester Schauspieler in einem Spielfilm – zehn Jahre oder jünger und Bester Hauptdarsteller in einem internationalen Spielfilm, werden nicht mitgezählt.
| Statistik                          | Schauspieler      | Anzahl | Jahr                            |
| ---------------------------------- | ----------------- | ------ | ------------------------------- |
| Häufigste Auszeichnungen           | Sean Astin        | 2      | 1985 und 1990                   |
| Häufigste Auszeichnungen           | Corey Feldman     | 2      | 1987 und 1989                   |
| Häufigste Auszeichnungen           | Josh Hutcherson   | 2      | 2006 und 2008                   |
| Häufigste Nominierungen (* = Sieg) | Josh Hutcherson   | 4      | 2006*, 2007, 2008* und 2009     |
| Häufigste Nominierungen (* = Sieg) | Haley Joel Osment | 4      | 2000*, 2001, 2002 und 2004      |
| Häufigste Nominierungen (* = Sieg) | Elijah Wood       | 4      | 1990/1991, 1991, 1993* und 1995 |
| Häufigste Nominierungen ohne Sieg  | Freddie Highmore  | 4      | 2005, 2006, 2008 und 2009       |

## Gewinner und Nominierte
Für die ersten 23 Verleihungen überspannte der Bewerbungszeitraum, aufgrund der vielen Fernsehpreise die ebenfalls von der Young Artist Association präsentiert werden, zwei Kalenderjahre. So zum Beispiel wurde bei der ersten Verleihung der Awards, die im November 1979 stattfand, die jungen Künstler honorierte, welche in Fernsehserien und in Spielfilmen mitspielten, die zwischen dem 1. September 1978 und dem 31. August 1979 veröffentlicht wurden. Beginnend mit den 24. Young Artist Awards, die im März 2003 stattfand, wurde der Bewerbungszeitraum auf ein volles Kalenderjahr, also vom 1. Januar bis zum 31. Dezember, erweitert, ähnlich wie bei den Oscars.
Die unten aufgeführten Filme werden mit ihrem deutschen Verleihtitel (sofern ermittelbar) angegeben, danach folgt in Klammern in kursiver Schrift der fremdsprachige Originaltitel. Die Nennung des Originaltitels entfällt, wenn deutscher und fremdsprachiger Filmtitel identisch sind. Die Gewinner stehen hervorgehoben in fetter Schrift an erster Stelle.

### 1979–1980
| Jahr | Schauspieler       | Geburtsdatum  | Rolle                     | Film                                                                    | Produktionsstudio    |
| ---- | ------------------ | ------------- | ------------------------- | ----------------------------------------------------------------------- | -------------------- |
| 1979 | Dennis Christopher | 2. Dez. 1955  | Dave Stoller              | Vier irre Typen – Wir schaffen alle, uns schafft keiner (Breaking Away) | 20th Century Fox     |
| 1979 | Thelonious Bernard | 6. März 1964  | Daniel Michon             | Ich liebe dich – I love you – Je t’aime (A Little Romance)              | Warner Bros.         |
| 1979 | Panchito Gomez     | 2. Nov. 1963  | Manuel                    | Walk Proud                                                              | Universal Studios    |
| 1979 | Jeremy Levy        | 18. Mai 1965  | Jamie Harris              | Nicht von schlechten Eltern (Rich Kids)                                 | United Artists       |
| 1979 | Ricky Schroder     | 13. Apr. 1970 | T.J.                      | Der Champ (The Champ)                                                   | Metro-Goldwyn-Mayer  |
| 1980 | Justin Henry       | 25. Mai 1971  | Billy Kramer              | Kramer gegen Kramer (Kramer vs. Kramer)                                 | Columbia Pictures    |
| 1980 | Christopher Atkins | 21. Feb. 1961 | Richard Lestrange         | Die blaue Lagune (The Blue Lagoon)                                      | Columbia Pictures    |
| 1980 | Matt Dillon        | 18. Feb. 1964 | Moody                     | Die Schulhof Ratten von Chicago (My Bodyguard)                          | 20th Century Fox     |
| 1980 | Paul McCrane       | 19. Jan. 1961 | Montgomery MacNeil        | Fame – Der Weg zum Ruhm (Fame)                                          | Metro-Goldwyn-Mayer  |
| 1980 | Barry Miller       | 6. Feb. 1958  | Ralph Garcy / Raul Garcia | Fame – Der Weg zum Ruhm (Fame)                                          | Metro-Goldwyn-Mayer  |
| 1980 | Ricky Schroder     | 13. Apr. 1970 | Bobby                     | Bruchlandung im Paradies (The Last Flight of Noah’s Ark)                | Walt Disney Pictures |

### 1981–1990
| Jahr      | Unterkategorie      | Schauspieler           | Geburtsdatum  | Rolle                         | Film                                                                   | Produktionsstudio                          |
| --------- | ------------------- | ---------------------- | ------------- | ----------------------------- | ---------------------------------------------------------------------- | ------------------------------------------ |
| 1981      | keine               | Ricky Schroder         | 13. Apr. 1970 | Shawn Daley                   | Am Ende des Tales (The Earthling)                                      | Filmways Pictures                          |
| 1981      | keine               | Martin Hewitt          | 19. Feb. 1958 | David Axelrod                 | Endlose Liebe (Endless Love)                                           | PolyGram Filmed Entertainment              |
| 1981      | keine               | Otto Rechenberg        | 0             | Henry Watkins                 | Amy                                                                    | Walt Disney Pictures                       |
| 1981      | keine               | Paul Schoeman          | 0             | Conrad                        | Child’s Play                                                           | American Film Institute                    |
| 1981      | keine               | Gabriel Macht          | 22. Jan. 1972 | Jorge                         | Warum sollte ich lügen? (Why Would I Lie?)                             | Metro-Goldwyn-Mayer                        |
| 1981      | keine               | Henry Thomas           | 9. Sep. 1971  | Harry, Jr.                    | Der geheimnisvolle Fremde (Raggedy Man)                                | Universal Pictures                         |
| 1982      | keine               | Henry Thomas           | 9. Sep. 1971  | Elliott                       | E.T. – Der Außerirdische (E.T. the Extra-Terrestrial)                  | Universal Pictures                         |
| 1982      | keine               | Matt Dillon            | 18. Feb. 1964 | Tex McCormick                 | Tex                                                                    | Walt Disney Pictures                       |
| 1982      | keine               | Doug McKeon            | 10. Juni 1966 | Frank Strelzyk                | Mit dem Wind nach Westen (Night Crossing)                              | Walt Disney Pictures                       |
| 1983      | keine               | C. Thomas Howell       | 7. Dez. 1966  | Ponyboy Michael Curtis        | Die Outsider (The Outsiders)                                           | Warner Bros.                               |
| 1983      | keine               | Torquil Campbell       | 9. Mai 1972   | Eric Lee                      | Die goldene Robbe (The Golden Seal)                                    | The Samuel Goldwyn Company                 |
| 1983      | keine               | Sebastian Dungan       | 12. März 1972 | Jean-Claude Guerin            | Herzen in Aufruhr (Man, Woman and Child)                               | Paramount Pictures                         |
| 1983      | keine               | Frederick Koehler      | 16. Juni 1975 | Alex Butler                   | Mr. Mom                                                                | 20th Century Fox                           |
| 1983      | keine               | Kelly Reno             | 19. Juni 1966 | Alec Ramsay                   | Der schwarze Hengst kehrt zurück (The Black Stallion Returns)          | Metro-Goldwyn-Mayer                        |
| 1984      | keine               | Anthony Michael Hall   | 14. Apr. 1968 | Farmer Ted                    | Das darf man nur als Erwachsener (Sixteen Candles)                     | Universal Pictures                         |
| 1984      | keine               | Peter Billingsley      | 16. Apr. 1971 | Ralphie                       | Fröhliche Weihnachten (A Christmas Story)                              | MGM / UA                                   |
| 1984      | keine               | Rossie Harris          | 13. März 1969 | Brad Wetherly                 | Das letzte Testament (Testament)                                       | Paramount Pictures                         |
| 1984      | keine               | Noah Hathaway          | 13. Nov. 1971 | Atreyu                        | Die unendliche Geschichte (The NeverEnding Story)                      | Warner Bros.                               |
| 1984      | keine               | Barret Oliver          | 24. Aug. 1973 | Bastian                       | Die unendliche Geschichte (The NeverEnding Story)                      | Warner Bros.                               |
| 1984      | keine               | Jason Presson          | 31. Aug. 1971 | Arnold Hillerman              | The Stone Boy                                                          | 20th Century Fox                           |
| 1984      | keine               | Byron Thames           | 23. Apr. 1969 | John                          | … und wenn der letzte Reifen platzt (Heart Like a Wheel)               | 20th Century Fox                           |
| 1984      | keine               | Henry Thomas           | 9. Sep. 1971  | Davey Osborne                 | Ein tödliches Spiel (Cloak & Dagger)                                   | Universal Studios                          |
| 1985      | keine               | Sean Astin             | 25. Feb. 1971 | Mikey Walsh                   | Die Goonies (The Goonies)                                              | Warner Bros.                               |
| 1985      | keine               | Hunter Carson          | 26. Dez. 1975 | Hunter Henderson              | Paris, Texas                                                           | 20th Century Fox                           |
| 1985      | keine               | Lukas Haas             | 16. Apr. 1976 | Samuel                        | Der einzige Zeuge (Witness)                                            | Paramount Pictures                         |
| 1985      | keine               | Ethan Hawke            | 6. Nov. 1970  | Ben Crandall                  | Explorers – Ein phantastisches Abenteuer (Explorers)                   | Paramount Pictures                         |
| 1985      | keine               | Jason Lively           | 12. März 1968 | Russell „Rusty“ Griswold      | Hilfe, die Amis kommen (National Lampoon’s European Vacation)          | Warner Bros.                               |
| 1985      | keine               | Barret Oliver          | 24. Aug. 1973 | Daryl                         | D.A.R.Y.L. – Der Außergewöhnliche (D.A.R.Y.L.)                         | Paramount Pictures                         |
| 1986      | keine               | Peter Billingsley      | 16. Apr. 1971 | Jack Simmons                  | Das fliegende Moped (The Dirt Bike Kid)                                | Trinity Pictures                           |
| 1986      | keine               | Chad Allen             | 5. Juni 1974  | Sherman Putterman             | TerrorVision                                                           | Empire International Pictures              |
| 1986      | keine               | Brandon Douglas        | 21. Juni 1968 | 0                             | Papa Was a Preacher                                                    | La Rose Productions                        |
| 1986      | keine               | Scott Grimes           | 9. Juli 1971  | Brad Brown                    | Critters – Sie sind da! (Critters)                                     | New Line Cinema                            |
| 1986      | keine               | Corey Haim             | 23. Dez. 1971 | Lucas Bly                     | Lucas                                                                  | 20th Century Fox                           |
| 1986      | keine               | Robert Jayne           | 1973          | Ricky Haskell                 | Zoo Gang                                                               | New World Pictures                         |
| 1987      | Superstar           | River Phoenix          | 23. Aug. 1970 | Charlie Fox                   | Mosquito Coast (The Mosquito Coast)                                    | Warner Bros.                               |
| 1987      | Superstar           | Corey Haim             | 23. Dez. 1971 | Sam Emerson                   | The Lost Boys                                                          | Warner Bros.                               |
| 1987      | Superstar           | David Mendenhall       | 23. Juni 1971 | Michael Cutler / Michael Hawk | Over the Top                                                           | Cannon Films                               |
| 1987      | Drama               | Fred Savage            | 9. Juli 1976  | Enkel                         | Die Braut des Prinzen (The Princess Bride)                             | 20th Century Fox                           |
| 1987      | Drama               | Harley Cross           | 1978          | Chris Jamison                 | Das Ritual (The Believers)                                             | Orion Pictures                             |
| 1987      | Drama               | Joshua John Miller     | 26. Dez. 1974 | Tim                           | Das Messer am Ufer (River’s Edge)                                      | Hemdale / Island Pictures                  |
| 1987      | Drama               | Jacob Vargas           | 18. Aug. 1971 | Arturo Diego                  | Der Prinzipal – Einer gegen alle (The Principal)                       | TriStar Pictures                           |
| 1987      | Drama               | Joshua Zuehlke         | 17. März 1974 | Chuck Murdock                 | Schweigende Stimmen (Amazing Grace and Chuck)                          | TriStar Pictures                           |
| 1987      | Comedy              | Patrick Dempsey        | 13. Jan. 1966 | Ronald Miller                 | Can’t Buy Me Love                                                      | Touchstone Pictures                        |
| 1987      | Comedy              | Ricky Busker           | 1974          | Obie                          | Big Shots – Zwei Kids gegen die Unterwelt (Big Shots)                  | Lorimar / 20th Century Fox                 |
| 1987      | Comedy              | Keith Coogan           | 13. Jan. 1970 | Brad Anderson                 | Die Nacht der Abenteuer (Adventures in Babysitting)                    | Buena Vista Pictures / Touchstone Pictures |
| 1987      | Comedy              | Darius McCrary         | 1. Mai 1976   | Scam                          | Big Shots – Zwei Kids gegen die Unterwelt (Big Shots)                  | Lorimar / 20th Century Fox                 |
| 1987      | Comedy              | Joshua Rudoy           | 9. Dez. 1975  | Ernie Henderson               | Bigfoot und die Hendersons (Harry and the Hendersons)                  | Universal Studios                          |
| 1987      | Horror              | Corey Feldman          | 16. Juli 1971 | Edgar Frog                    | The Lost Boys                                                          | Warner Bros.                               |
| 1987      | Horror              | Stephen Dorff          | 29. Juli 1973 | Glen                          | Gate – Die Unterirdischen (The Gate)                                   | Alliance Entertainment                     |
| 1987      | Horror              | Michael Sharrett       | 18. Juli 1965 | Tom „Slime“ Toomey            | Der tödliche Freund (Deadly Friend)                                    | Warner Bros.                               |
| 1989      | Drama               | Christian Bale         | 30. Jan. 1974 | Jamie „Jim“ Graham            | Das Reich der Sonne (Empire of the Sun)                                | Warner Bros.                               |
| 1989      | Drama               | Warwick Davis          | 3. Feb. 1970  | Willow Ufgood                 | Willow                                                                 | Metro-Goldwyn-Mayer                        |
| 1989      | Drama               | Kevin Dillon           | 19. Aug. 1965 | J. J. Merrill                 | Sonderkommando Südkorea (The Rescue)                                   | Touchstone Pictures                        |
| 1989      | Drama               | Roland Harrah III      | 20. Jan. 1973 | Van Tan Cang                  | Braddock – Missing in Action 3 (Braddock: Missing in Action III)       | Cannon Films                               |
| 1989      | Drama               | Neil Patrick Harris    | 15. Juni 1973 | David Hart                    | Claras Geheimnis (Clara’s Heart)                                       | Warner Bros.                               |
| 1989      | Drama               | Sebastian Rice-Edwards | 16. Aug. 1976 | Bill Rowan                    | Hope and Glory                                                         | Columbia Pictures                          |
| 1989      | Comedy oder Fantasy | Corey Feldman          | 16. Juli 1971 | Dean                          | Daddy’s Cadillac (License to Drive)                                    | 20th Century Fox                           |
| 1989      | Comedy oder Fantasy | Corey Haim             | 23. Dez. 1971 | Les Anderson                  | Daddy’s Cadillac (License to Drive)                                    | 20th Century Fox                           |
| 1989      | Comedy oder Fantasy | Jade Calegory          | 12. Apr. 1976 | Eric Cruise                   | Mick, mein Freund vom anderen Stern (Mac and Me)                       | Orion Pictures                             |
| 1989      | Comedy oder Fantasy | David Moscow           | 14. Nov. 1974 | junger Josh Baskin            | Big                                                                    | 20th Century Fox                           |
| 1989      | Comedy oder Fantasy | Jared Rushton          | 3. März 1974  | Billy                         | Big                                                                    | 20th Century Fox                           |
| 1989      | Comedy oder Fantasy | Jamie Wild             | 27. März 1975 | Greg Proffitt                 | Overboard – Ein Goldfisch fällt ins Wasser (Overboard)                 | Metro-Goldwyn-Mayer                        |
| 1989      | Horror oder Mystery | Lukas Haas             | 16. Apr. 1976 | Frankie Scarlatti             | Die phantastische Reise ins Jenseits (Lady in White)                   | New Century Vista Film Company             |
| 1989      | Horror oder Mystery | Rodney Eastman         | 20. Juli 1967 | Joey Crusel                   | Nightmare on Elm Street 4                                              | New Line Cinema                            |
| 1989      | Horror oder Mystery | Ricky Paull Goldin     | 5. Jan. 1965  | Scott Jeske                   | Der Blob (The Blob)                                                    | TriStar Pictures                           |
| 1989      | Horror oder Mystery | Andras Jones           | 12. Aug. 1968 | Rick Johnson                  | Nightmare on Elm Street 4                                              | New Line Cinema                            |
| 1989      | Horror oder Mystery | Michael Kenworthy      | 18. Aug. 1975 | Jesse Wilson                  | Toll treiben es die wilden Zombies (Return of the Living Dead Part II) | Lorimar                                    |
| 1989      | Horror oder Mystery | Kieran O’Brien         | 1973          | Der Junge                     | Bellman & True – Gangster wider Willen (Bellman and True)              | Island Pictures                            |
| 1990      | keine               | Sean Astin             | 25. Feb. 1971 | Duncan McDermott              | Boys (Staying Together)                                                | Hemdale Film Corporation                   |
| 1990      | keine               | Kirk Cameron           | 12. Okt. 1970 | Tucker Muldowney              | Die große Herausforderung (Listen to Me)                               | Columbia Pictures                          |
| 1990      | keine               | Joel Carlson           | 0             | Andrew Strieber               | Die Besucher (Communion)                                               | New Line Cinema                            |
| 1990      | keine               | Keith Coogan           | 13. Jan. 1970 | Ted                           | Abenteuer in Kenia (Cheetah)                                           | Walt Disney Pictures                       |
| 1990      | keine               | Cory Danziger          | 7. Feb. 1977  | Dave Peterson                 | Meine teuflischen Nachbarn (The Burbs)                                 | Universal Studios                          |
| 1990      | keine               | Joshua John Miller     | 26. Dez. 1974 | Richie Miller                 | Teen Witch (Teen Witch)                                                | Metro-Goldwyn-Mayer                        |
| 1990      | keine               | Joaquín Phoenix        | 28. Okt. 1974 | Garry Buckman                 | Eine Wahnsinnsfamilie (Parenthood)                                     | Universal Pictures                         |
| 1990      | keine               | Jared Rushton          | 3. März 1974  | Ronald „Ron“ Thompson         | Liebling, ich habe die Kinder geschrumpft (Honey, I Shrunk the Kids)   | Walt Disney Pictures                       |
| 1990      | keine               | Ben Savage             | 13. Sep. 1980 | Eric Stevenson                | Kleine Monster (Little Monsters)                                       | Vestron Pictures                           |
| 1990      | keine               | Fred Savage            | 9. Juli 1976  | Corey Woods                   | Joy Stick Heroes (The Wizard)                                          | Universal Pictures                         |
| 1990/1991 | keine               | Macaulay Culkin        | 26. Aug. 1980 | Kevin McCallister             | Kevin – Allein zu Haus (Home Alone)                                    | 20th Century Fox                           |
| 1990/1991 | keine               | Balthazar Getty        | 22. Jan. 1975 | Ralph                         | Herr der Fliegen (Lord of the Flies)                                   | Columbia Pictures                          |
| 1990/1991 | keine               | Charlie Korsmo         | 20. Juli 1978 | Der Junge                     | Dick Tracy                                                             | Touchstone Pictures                        |
| 1990/1991 | keine               | Joshua John Miller     | 26. Dez. 1974 | Angel                         | Die Klasse von 1999 (Class of 1999)                                    | Lightning Pictures                         |
| 1990/1991 | keine               | Elijah Wood            | 28. Jan. 1981 | Michael Kaye                  | Avalon                                                                 | TriStar Pictures                           |

### 1991–2000
| Jahr | Unterkategorie | Schauspieler                 | Geburtsdatum  | Rolle                               | Film | Produktionsstudio                             |
| ---- | -------------- | ---------------------------- | ------------- | ----------------------------------- | --- | --------------------------------------------- |
| 1991 | keine          | Ethan Embry                  | 13. Juni 1978 | Doyle Standish                      | Der Giftzwerg (Dutch)                                                                                     | 20th Century Fox                              |
| 1991 | keine          | Jonathan Brandis             | 13. Apr. 1976 | Bastian Bux                         | Die unendliche Geschichte II – Auf der Suche nach Phantásien (The NeverEnding Story II: The Next Chapter) | Warner Bros.                                  |
| 1991 | keine          | Balthazar Getty              | 22. Jan. 1975 | Jud                                 | My Heroes Have Always Been Cowboys                                                                        | The Samuel Goldwyn Company                    |
| 1991 | keine          | Lukas Haas                   | 16. Apr. 1976 | Buddy                               | Die Lust der schönen Rose (Rambling Rose)                                                                 | Seven Arts Pictures                           |
| 1991 | keine          | Stian Smestad                | 12. März 1976 | Haakon Haakonsen                    | Gestrandet (Håkon Håkonsen)                                                                               | Walt Disney Pictures                          |
| 1991 | keine          | Robert J. Steinmiller junior | 29. Juli 1978 | Chuckie Devlin                      | Bingo – Kuck mal, wer da bellt! (Bingo)                                                                   | TriStar Pictures                              |
| 1991 | keine          | Elijah Wood                  | 28. Jan. 1981 | Willard Young                       | Sommerparadies (Paradise)                                                                                 | Interscope / Touchstone Pictures              |
| 1993 | keine          | Elijah Wood                  | 28. Jan. 1981 | Mike                                | Flug ins Abenteuer (Radio Flyer)                                                                          | Columbia Pictures                             |
| 1993 | keine          | Jonathan Brandis             | 13. Apr. 1976 | Matthew / Martha                    | Monty – Immer hart am Ball (Ladybugs)                                                                     | Paramount Pictures                            |
| 1993 | keine          | Christopher Castile          | 15. Juni 1980 | Ted Newton                          | Ein Hund namens Beethoven (Beethoven)                                                                     | Universal Studios                             |
| 1993 | keine          | Christian Coleman            | 17. Dez. 1977 | Jimmie                              | South Central – In den Straßen von L.A. (South Central)                                                   | Warner Bros.                                  |
| 1993 | keine          | Stephen Dorff                | 29. Juli 1973 | achtjähriger P.K.                   | Im Glanz der Sonne (The Power of One)                                                                     | Warner Bros.                                  |
| 1993 | keine          | Joshua John Miller           | 26. Dez. 1974 | Josh Carson                         | Robodad (And You Thought Your Parents Were Weird)                                                         | Trimark Pictures                              |
| 1993 | keine          | Robert Oliveri               | 28. Apr. 1978 | Nick Szalinski                      | Liebling, jetzt haben wir ein Riesenbaby (Honey, I Blew Up the Kid)                                       | Walt Disney Pictures                          |
| 1993 | keine          | Ethan Embry                  | 13. Juni 1978 | Ethan O’Fallon                      | Mein Weihnachtswunsch (All I Want for Christmas)                                                          | Paramount Pictures                            |
| 1993 | keine          | Benjamin Salisbury           | 19. Okt. 1980 | Benjamin Harvey                     | Captain Ron                                                                                               | Touchstone Pictures                           |
| 1994 | Drama          | Edward Furlong               | 2. Aug. 1977  | Shayne Lacey                        | Wilde Kastanien (A Home of Our Own)                                                                       | Gramercy Pictures                             |
| 1994 | Drama          | Jason James Richter          | 29. Jan. 1980 | Jesse                               | Free Willy – Ruf der Freiheit (Free Willy)                                                                | Warner Bros.                                  |
| 1994 | Drama          | Jesse Bradford               | 28. Mai 1979  | Aaron Kurlander                     | König der Murmelspieler (King of the Hill)                                                                | Universal Pictures                            |
| 1994 | Drama          | Andrew Knott                 | 22. Nov. 1979 | Dickon                              | Der geheime Garten (The Secret Garden)                                                                    | Warner Bros.                                  |
| 1994 | Drama          | Austin O’Brien               | 11. Mai 1981  | Danny Madigan                       | Last Action Hero                                                                                          | Columbia Pictures                             |
| 1994 | Drama          | Heydon Prowse                | 1981          | Colin Craven                        | Der geheime Garten (The Secret Garden)                                                                    | Warner Bros.                                  |
| 1994 | Drama          | Ernie Reyes junior           | 15. Jan. 1972 | Johnny                              | Surf Ninjas                                                                                               | New Line Cinema                               |
| 1994 | Drama          | Robert J. Steinmiller junior | 29. Juli 1978 | Jack Leary                          | Mein Vater – Mein Freund (Jack the Bear)                                                                  | 20th Century Fox                              |
| 1994 | Comedy         | Mason Gamble                 | 16. Jan. 1986 | Dennis Mitchell                     | Dennis (Dennis the Menace)                                                                                | Warner Bros.                                  |
| 1994 | Comedy         | Omri Katz                    | 30. Mai 1976  | Max Dennison                        | Hocus Pocus                                                                                               | Walt Disney Pictures                          |
| 1994 | Comedy         | David Krumholtz              | 15. Mai 1978  | Barry Corman                        | Hilfe! Jeder ist der Größte (Life with Mikey)                                                             | Touchstone Pictures                           |
| 1994 | Comedy         | Sean Murray                  | 15. Nov. 1977 | Thackery Binx                       | Hocus Pocus                                                                                               | Walt Disney Pictures                          |
| 1994 | Comedy         | David Netter                 | 31. Okt. 1984 | 0                                   | Selbstjustiz – Ein Cop zwischen Liebe und Gesetz (One Good Cop)                                           | Hollywood Pictures                            |
| 1994 | Comedy         | Michael Oliver               | 10. Okt. 1981 | Junior Healy                        | Ein Satansbraten kommt selten allein (Problem Child 2)                                                    | Universal Studios                             |
| 1995 | keine          | Brad Renfro                  | 25. Juli 1982 | Mark Sway                           | Der Klient (The Client)                                                                                   | Warner Bros.                                  |
| 1995 | keine          | Sean Nelson                  | 9. Mai 1980   | Michael „Fresh“                     | Fresh | Miramax Films                                 |
| 1995 | keine          | Austin O’Brien               | 11. Mai 1981  | Nick Zsigmond                       | My Girl 2 – Meine große Liebe (My Girl 2)                                                                 | Columbia Pictures                             |
| 1995 | keine          | Elijah Wood                  | 28. Jan. 1981 | North                               | North | Universal Pictures                            |
| 1996 | keine          | Wil Horneff                  | 12. Juni 1979 | Rick Heller                         | Ein Gorilla zum Verlieben (Born to Be Wild)                                                               | Warner Bros.                                  |
| 1996 | keine          | Jerry Barone                 | 0             | Gennaro                             | 25 Cents (Two Bits)                                                                                       | Miramax Films                                 |
| 1996 | keine          | Jesse Bradford               | 28. Mai 1979  | Angus McCormick                     | Gefährliche Wildnis (Far from Home: The Adventures of Yellow Dog)                                         | 20th Century Fox                              |
| 1996 | keine          | Joseph Mazzello              | 21. Sep. 1983 | Dexter                              | Mississippi – Fluss der Hoffnung (The Cure)                                                               | Universal Pictures                            |
| 1996 | keine          | Brad Renfro                  | 25. Juli 1982 | Erik                                | Mississippi – Fluss der Hoffnung (The Cure)                                                               | Universal Pictures                            |
| 1996 | keine          | Hal Scardino                 | 25. Dez. 1984 | Omri                                | Der Indianer im Küchenschrank (The Indian in the Cupboard)                                                | Columbia Pictures / Paramount Pictures        |
| 1996 | keine          | Ryan Slater                  | 19. Apr. 1983 | Ryan Tyler                          | Little Panda (The Amazing Panda Adventure)                                                                | Warner Bros.                                  |
| 1996 | keine          | Jonathan Taylor Thomas       | 8. Sep. 1981  | Tom Sawyer                          | Tom und Huck (Tom and Huck)                                                                               | Walt Disney Pictures                          |
| 1997 | keine          | Lucas Black                  | 29. Nov. 1982 | Frank Wheatley                      | Sling Blade – Auf Messers Schneide (Sling Blade)                                                          | Miramax Films                                 |
| 1997 | keine          | Kevin Bishop                 | 18. Juni 1980 | Jim Hawkins                         | Muppets – Die Schatzinsel (Muppet Treasure Island)                                                        | Jim Henson Productions / Walt Disney Pictures |
| 1997 | keine          | Kyle Howard                  | 13. Apr. 1978 | Gregory Alan „Grover“ Beindorf      | Hausarrest (House Arrest)                                                                                 | Metro-Goldwyn-Mayer                           |
| 1997 | keine          | Vincent Kartheiser           | 5. Mai 1979   | Sean Barnes                         | Alaska – Die Spur des Polarbären (Alaska)                                                                 | Castle Rock Entertainment                     |
| 1997 | keine          | Joseph Perrino               | 1982          | junger Lorenzo „Shakes“ Carcaterra  | Sleepers                                                                                                  | PolyGram Filmed Entertainment                 |
| 1998 | keine          | Blake Heron                  | 11. Jan. 1982 | Marty Preston                       | Shiloh | Legacy Releasing / Warner Bros.               |
| 1998 | keine          | Kevin Zegers                 | 19. Sep. 1984 | Josh Framm                          | Air Bud – Champion auf vier Pfoten (Air Bud)                                                              | Walt Disney Pictures                          |
| 1998 | keine          | Blake Foster                 | 29. Mai 1985  | Justin Stewart / Blaue Turbo Ranger | Turbo: Der Power Rangers Film (Turbo: A Power Rangers Movie)                                              | Saban Entertainment / 20th Century Fox        |
| 1998 | keine          | Brandon Hammond              | 6. Feb. 1984  | Ahmad                               | Soul Food                                                                                                 | 20th Century Fox                              |
| 1998 | keine          | Mario Yedidia                | 5. Nov. 1984  | Ryan Jeffers                        | Die Krieger des Tao-Universums (Warriors of Virtue)                                                       | China Film Co-Production Corporation / MGM    |
| 1999 | keine          | Miko Hughes                  | 22. Feb. 1986 | Simon Lynch                         | Das Mercury Puzzle (Mercury Rising)                                                                       | Universal Pictures                            |
| 1999 | keine          | Michael Caloz                | 2. Mai 1985   | Nat Blake                           | Little Men                                                                                                | Warner Bros.                                  |
| 1999 | keine          | Joseph Cross                 | 28. Mai 1986  | Joshua Beal                         | Wide Awake                                                                                                | Miramax Films                                 |
| 1999 | keine          | Kieran Culkin                | 30. Sep. 1982 | Kevin Dillon                        | The Mighty – Gemeinsam sind sie stark (The Might)                                                         | Miramax Films                                 |
| 1999 | keine          | Kyle Gibson                  | 0             | junger Joey                         | True Friends                                                                                              | 2nd Generation Films                          |
| 1999 | keine          | Joseph Mazzello              | 21. Sep. 1983 | Joe Wenteworth                      | Simon Birch                                                                                               | Hollywood Pictures                            |
| 1999 | keine          | Eamonn Owens                 | 18. Jan. 1983 | Francie Brady                       | Der Schlächterbursche (The Butcher Boy)                                                                   | Warner Bros.                                  |
| 1999 | keine          | Gregory Smith                | 6. Juli 1983  | Alan Abernathy                      | Small Soldiers                                                                                            | DreamWorks                                    |
| 1999 | keine          | Ian Michael Smith            | 5. Mai 1987   | Simon Birch                         | Simon Birch                                                                                               | Hollywood Pictures                            |
| 1999 | keine          | Kevin Zegers                 | 19. Sep. 1984 | Josh Framm                          | Air Bud: Golden Receiver                                                                                  | Keystone Pictures                             |
| 2000 | keine          | Haley Joel Osment            | 10. Apr. 1988 | Cole Sear                           | The Sixth Sense                                                                                           | Spyglass Entertainment / Hollywood Pictures   |
| 2000 | keine          | Lucas Black                  | 29. Nov. 1982 | Peter Joseph „Peejoe“ Bullis        | Verrückt in Alabama (Crazy in Alabama)                                                                    | Columbia Pictures                             |
| 2000 | keine          | Jeremy Blackman              | 1985          | Stanley Spector                     | Magnolia                                                                                                  | New Line Cinema                               |
| 2000 | keine          | Noah Fleiss                  | 16. Apr. 1984 | Joe Henry                           | Joe the King – König der Außenseiter (Joe the King)                                                       | Trimark Pictures                              |
| 2000 | keine          | Jake Gyllenhaal              | 19. Dez. 1980 | Homer Hickam Jr.                    | October Sky                                                                                               | Universal Pictures                            |

### 2001–2010
| Jahr | Schauspieler      | Geburtsdatum  | Rolle                             | Film | Produktionsstudio                 |
| ---- | ----------------- | ------------- | --------------------------------- | --- | --------------------------------- |
| 2001 | Rob Brown         | 1. März 1984  | Jamal Wallace                     | Forrester – Gefunden! (Finding Forrester)                                                                       | Columbia Pictures                 |
| 2001 | Patrick Fugit     | 27. Okt. 1982 | William Miller                    | Almost Famous – Fast berühmt (Almost Famous)                                                                    | DreamWorks SKG                    |
| 2001 | Ryan Merriman     | 10. Apr. 1983 | Lenny Levine                      | Just Looking | Sony Pictures Classics            |
| 2001 | Haley Joel Osment | 10. Apr. 1988 | Trevor McKinney                   | Das Glücksprinzip (Pay It Forward)                                                                              | Warner Bros.                      |
| 2001 | Kevin Zegers      | 19. Sep. 1994 | Steven Westover                   | Jack: Der beste Affe auf dem Eis (MVP: Most Valuable Primate)                                                   | Keystone Family Pictures          |
| 2002 | Anton Yelchin     | 11. März 1989 | Bobby Garfield                    | Hearts in Atlantis                                                                                              | Warner Bros.                      |
| 2002 | Blake Foster      | 29. Mai 1985  | Ryan Mitchell                     | Kids World | Blue Steel Releasing              |
| 2002 | Trevor Morgan     | 26. Nov. 1986 | Rhett Baker                       | The Glass House                                                                                                 | Columbia Pictures                 |
| 2002 | Camden Munson     | 0             | Jason Strout                      | In the Bedroom                                                                                                  | Miramax Films                     |
| 2002 | Haley Joel Osment | 10. Apr. 1988 | David                             | A.I. – Künstliche Intelligenz (A.I. Artificial Intelligence)                                                    | DreamWorks                        |
| 2002 | Alexander Pollock | 0             | Scotty Brody                      | Cats & Dogs – Wie Hund und Katz (Cats & Dogs)                                                                   | Warner Bros.                      |
| 2003 | Tyler Hoechlin    | 11. Sep. 1987 | Michael Sullivan Jr.              | Road to Perdition                                                                                               | DreamWorks / 20th Century Fox     |
| 2003 | Jamie Bell        | 7. Jan. 1990  | Smike                             | Nicholas Nickleby                                                                                               | MGM/UA                            |
| 2003 | Rory Culkin       | 21. Juli 1989 | Morgan Hess                       | Signs – Zeichen (Signs)                                                                                         | Buena Vista Pictures              |
| 2003 | Nicholas Hoult    | 7. Dez. 1989  | Marcus Brewer                     | About a Boy oder: Der Tag der toten Ente (About a Boy)                                                          | Studio Canal / Universal Studios  |
| 2003 | Bow Wow           | 9. März 1987  | Calvin Cambridge                  | Like Mike | 20th Century Fox                  |
| 2003 | Matt O’Leary      | 6. Juli 1987  | junger Fenton                     | Dämonisch (Frailty)                                                                                             | Lions Gate Entertainment          |
| 2003 | Mark Rendall      | 21. Okt. 1988 | Mark Benton                       | Die Pferde des Himmels (Touching Wild Horses)                                                                   | Animal Tales Productions          |
| 2004 | Jeremy Sumpter    | 5. Feb. 1989  | Peter Pan                         | Peter Pan | Universal Studios                 |
| 2004 | Liam Aiken        | 14. März 1986 | Owen Baker                        | In tierischer Mission (Good Boy!)                                                                               | Jim Henson Productions            |
| 2004 | David Henrie      | 11. Juli 1989 | Bad                               | Arizona Summer                                                                                                  | WestPark Productions              |
| 2004 | Shia LaBeouf      | 11. Juni 1986 | Stanley „Höhlenmensch“ Yelnats IV | Das Geheimnis von Green Lake (Holes)                                                                            | Walt Disney Pictures              |
| 2004 | Frankie Muniz     | 5. Dez. 1985  | Cody Banks                        | Agent Cody Banks                                                                                                | Metro-Goldwyn-Mayer               |
| 2004 | Haley Joel Osment | 10. Apr. 1988 | Walter                            | Löwen aus zweiter Hand (Secondhand Lions)                                                                       | New Line Cinema                   |
| 2005 | Jamie Bell        | 7. Jan. 1990  | Chris Munn                        | Undertow – Im Sog der Rache (Undertow)                                                                          | MGA/UA                            |
| 2005 | Liam Aiken        | 14. März 1986 | Klaus Baudelaire                  | Lemony Snicket – Rätselhafte Ereignisse (Lemony Snicket’s A Series Of Unfortunate Events)                       | Paramount Pictures / DreamWorks   |
| 2005 | Rory Culkin       | 21. Juli 1989 | Sam Merrick                       | Mean Creek | Paramount Classics                |
| 2005 | Freddie Highmore  | 14. Feb. 1992 | Peter Llewelyn Davies             | Wenn Träume fliegen lernen (Finding Neverland)                                                                  | Miramax Films                     |
| 2005 | Bobby Preston     | 21. März 1992 | Skeeter                           | Motocross Kids                                                                                                  | Tag Entertainment                 |
| 2006 | Josh Hutcherson   | 12. Okt. 1992 | Walter                            | Zathura – Ein Abenteuer im Weltraum (Zathura)                                                                   | Columbia Pictures                 |
| 2006 | Adam Butcher      | 20. Okt. 1988 | Ralph Walker                      | Saint Ralph | Alliance Entertainment            |
| 2006 | Freddie Highmore  | 14. Feb. 1992 | Charlie Bucket                    | Charlie und die Schokoladenfabrik (Charlie and the Chocolate Factory)                                           | Warner Bros.                      |
| 2006 | Taylor Lautner    | 11. Feb. 1992 | Sharkboy                          | Die Abenteuer von Sharkboy und Lavagirl in 3-D (The Adventures of Sharkboy and Lavagirl in 3-D)                 | Columbia Pictures                 |
| 2006 | William Moseley   | 27. Apr. 1987 | Peter Pevensie                    | Die Chroniken von Narnia: Der König von Narnia (The Chronicles of Narnia: The Lion, the Witch and the Wardrobe) | Walt Disney Pictures              |
| 2007 | Logan Lerman      | 19. Jan. 1992 | Roy Eberhardt                     | Eulen – Kleine Freunde in großer Gefahr! (Hoot)                                                                 | New Line Cinema                   |
| 2007 | Thomas Sangster   | 16. Mai 1990  | Simon Brown                       | Eine zauberhafte Nanny (Nanny McPhee)                                                                           | Universal Pictures                |
| 2007 | Conor Donovan     | 0             | Jacob / Rudy Carges               | Das Ende der Unschuld (12 and Holding)                                                                          | Echo Lake Productions             |
| 2007 | Alex Neuberger    | 27. Nov. 1992 | Nicky Gazelle                     | Running Scared                                                                                                  | Media 8 Entertainment             |
| 2007 | Cameron Bright    | 26. Jan. 1993 | Oleg Yugorsky                     | Running Scared                                                                                                  | Media 8 Entertainment             |
| 2007 | Josh Hutcherson   | 12. Okt. 1992 | Carl Munro                        | Die Chaoscamper (RV)                                                                                            | Columbia Pictures / Sony Pictures |
| 2008 | Josh Hutcherson   | 12. Okt. 1992 | Jess Aarons                       | Brücke nach Terabithia (Bridge to Terabithia)                                                                   | Buena Vista Pictures              |
| 2008 | Alex Etel         | 19. Sep. 1994 | junger Angus MacMorrow            | Mein Freund, der Wasserdrache (The Water Horse: Legend of the Deep)                                             | Columbia Pictures                 |
| 2008 | Miles Heizer      | 16. Mai 1994  | Davey Danner                      | Aufbruch in ein neues Leben (Rails & Ties)                                                                      | Warner Bros.                      |
| 2008 | Freddie Highmore  | 14. Feb. 1992 | August Rush / Evan Taylor         | Der Klang des Herzens (August Rush)                                                                             | Warner Bros.                      |
| 2008 | Jacob Kogan       | 28. Mai 1995  | Joshua Cairn                      | Joshua – Der Erstgeborene (Joshua)                                                                              | Fox Searchlight Pictures          |
| 2008 | Logan Lerman      | 19. Jan. 1992 | William Evans                     | Todeszug nach Yuma (3:10 to Yuma)                                                                               | Lionsgate                         |
| 2008 | Zach Mills        | 26. Dez. 1995 | Eric Applebaum                    | Mr. Magoriums Wunderladen (Mr. Magorium’s Wonder Emporium)                                                      | 20th Century Fox                  |
| 2008 | Alex Neuberger    | 27. Nov. 1992 | Thomas „Jack“ Unger               | Underdog – Unbesiegt weil er fliegt (Underdog)                                                                  | Buena Vista Pictures              |
| 2008 | Chris O’Neil      | 1994          | Noah Wilder                       | Mimzy – Meine Freundin aus der Zukunft (The Last Mimzy)                                                         | New Line Cinema                   |
| 2008 | Alejandro Polanco | 0             | Alejandro „Ale“                   | Chop Shop | Koch-Lorber Films                 |
| 2009 | Nate Hartley      | 17. Jan. 1992 | Wade                              | Drillbit Taylor – Ein Mann für alle Unfälle (Drillbit Taylor)                                                   | Paramount Pictures                |
| 2009 | Freddie Highmore  | 14. Feb. 1992 | Jared Grace / Simon Grace         | Die Geheimnisse der Spiderwicks (The Spiderwick Chronicles)                                                     | Paramount Pictures                |
| 2009 | Josh Hutcherson   | 12. Okt. 1992 | Sean Anderson                     | Die Reise zum Mittelpunkt der Erde (Journey to the Center of the Earth)                                         | Warner Bros.                      |
| 2009 | Skandar Keynes    | 5. Sep. 1991  | Edmund Pevensie                   | Die Chroniken von Narnia: Prinz Kaspian von Narnia (The Chronicles of Narnia: Prince Caspian)                   | Walt Disney Pictures              |
| 2010 | Max Records       | 18. Juni 1997 | Max                               | Wo die wilden Kerle wohnen (Where the Wild Things Are)                                                          | Warner Bros.                      |
| 2010 | Jake T. Austin    | 3. Dez. 1994  | Bruce                             | Das Hundehotel (Hotel for Dogs)                                                                                 | DreamWorks / Paramount Pictures   |
| 2010 | Jimmy Bennett     | 9. Feb. 1996  | Moon Blake                        | Alabama Moon – Abenteuer Leben (Alabama Moon)                                                                   | Alabama Moon Entertainment        |
| 2010 | Devon Bostick     | 13. Nov. 1991 | Simon                             | Simons Geheimnis (Adoration)                                                                                    | Ego Film Arts                     |
| 2010 | Taylor Lautner    | 11. Feb. 1992 | Jacob Black                       | New Moon – Biss zur Mittagsstunde (The Twilight Saga: New Moon)                                                 | Imprint Entertainment             |

### 2011–2020
| Jahr                 | Schauspieler        | Geburtsdatum  | Rolle               | Film                                                                                             | Produktionsstudio        |
| -------------------- | ------------------- | ------------- | ------------------- | ------------------------------------------------------------------------------------------------ | ------------------------ |
| 2011                 | Jaden Smith         | 8. Juli 1998  | Dre Parker          | Karate Kid (The Karate Kid)                                                                      | Columbia Pictures        |
| 2011                 | Zachary Gordon      | 15. Feb. 1998 | Greg Heffley        | Gregs Tagebuch – Von Idioten umzingelt! (Diary of a Wimpy Kid)                                   | 20th Century Fox         |
| 2011                 | Noah Ringer         | 18. Nov. 1996 | Aang                | Die Legende von Aang (The Last Airbender)                                                        | Paramount Pictures       |
| 2011                 | Eros Vlahos         | 13. Jan. 1995 | Cyril Gray          | Eine zauberhafte Nanny – Knall auf Fall in ein neues Abenteuer (Nanny McPhee and the Big Bang)   | Universal Studios        |
| 2012                 | Dakota Goyo         | 22. Aug. 1999 | Max Kenton          | Real Steel                                                                                       | Walt Disney Pictures     |
| 2012                 | Asa Butterfield     | 1. Apr. 1997  | Hugo Cabret         | Hugo Cabret (Hugo)                                                                               | Columbia Pictures        |
| 2012                 | Joel Courtney       | 31. Jan. 1996 | Joe Lamb            | Super 8                                                                                          | Paramount Pictures       |
| 2012                 | Nathan Gamble       | 12. Jan. 1998 | Sawyer Nelson       | Mein Freund, der Delfin (Dolphin Tale)                                                           | Warner Bros.             |
| 2012                 | Brian Gilbert       | 17. März 1996 | junger Vinnie       | The Son of No One                                                                                | Anchor Bay Entertainment |
| 2012                 | Zachary Gordon      | 15. Feb. 1998 | Greg Heffley        | Gregs Tagebuch 2 – Gibt’s Probleme? (Diary of a Wimpy Kid: Rodrick Rules)                        | 20th Century Fox         |
| 2012                 | José Julián         | 0             | Luis Galindo        | A Better Life                                                                                    | Summit Entertainment     |
| 2013                 | Tom Holland         | 1. Juni 1996  | Lucas Bennett       | The Impossible (Lo imposible)                                                                    | Warner Bros.             |
| 2013                 | Jared Gilman        | 28. Dez. 1998 | Sam Shakausky       | Moonrise Kingdom                                                                                 | Focus Features           |
| 2013                 | Zachary Gordon      | 15. Feb. 1998 | Greg Heffley        | Gregs Tagebuch 3 – Ich war’s nicht! (Diary of a Wimpy Kid: Dog Days)                             | Fox 2000                 |
| 2013                 | Quinn Lord          | 19. Feb. 1999 | Tom Whitman         | Imaginaerum by Nightwish                                                                         | Nordisk Films            |
| 2013                 | Jason Spevack       | 4. Juli 1997  | Henry James Hermin  | Jesus Henry Christ                                                                               | Entertainment One        |
| 2013                 | Christian Traeumer  | 5. März 2000  | Simon Sachs         | Das Kind                                                                                         | Stealth Media Group      |
| 2014                 | Elliot Milles       | 21. Aug. 2001 | Eli                 | Camp                                                                                             |                          |
| 2014                 | Chandler Canterbury | 15. Dez. 1998 | Howie               | Standing Up                                                                                      |                          |
| 2014                 | Liam James          | 7. Aug. 1996  |                     | Ganz weit hinten (The Way Way Back)                                                              |                          |
| 2014                 | Maxim Knight        | 21. Aug. 1999 | Jacob               | Medeas                                                                                           |                          |
| 2014                 | Skylan Brooks       | 12. Feb. 1999 | Mister              | Mister & Pete gegen den Rest der Welt (The Inevitable Defeat of Mister & Pete)                   |                          |
| 2015                 | Reese Hartwig       | 31. Juli 1998 | Munch               | Earth to Echo – Ein Abenteuer so groß wie das Universum (Earth to Echo)                          |                          |
| 2015                 | Ed Oxenbould        | 1. Jan. 2001  | Alexander Cooper    | Die Coopers – Schlimmer geht immer (Alexander and the Terrible, Horrible, No Good, Very Bad Day) |                          |
| 2015                 | Nathan Gamble       | 12. Jan. 1998 | Sawyer Nelson       | Mein Freund, der Delfin 2 (Dolphin Tale 2)                                                       |                          |
| 2016 (10 und jünger) | Jared Breeze        |               | Ted Henley          | The Boy                                                                                          |                          |
| 2016 (10 und jünger) | Carsen Warner       | 17. Aug. 2001 | Timmy Clark         | Lovesick – Liebe an, Verstand aus (Lovesick)                                                     |                          |
| 2016 (10 und jünger) | Jacob Tremblay      | 5. Okt. 2006  | Jack                | Raum (Room)                                                                                      |                          |
| 2016 (10 und jünger) | Jakob Salvati       | 21. Nov. 2003 | Pepper Flynt Busbee | Little Boy                                                                                       |                          |
| 2016 (10 und jünger) | Kyle Catlett        | 16. Nov. 2002 | T.S. Spivet         | Die Karte meiner Träume (The Young and Prodigious T.S. Spivet)                                   |                          |
| 2016 (11–13 Jahre)I  | Steele Stebbins     | 19. Aug. 2003 | Kevin Griswold      | Vacation – Wir sind die Griswolds (Vacation)                                                     |                          |
| 2016 (11–13 Jahre)I  | Emjay Anthony       | 1. Juni 2003  | Max                 | Krampus                                                                                          |                          |
| 2016 (11–13 Jahre)I  | Joshua Rush         | 14. Dez. 2001 | Barry               | Break Point                                                                                      |                          |
| 2016 (11–13 Jahre)I  | Levi Miller         | 30. Sep. 2002 | Peter               | Pan                                                                                              |                          |
| 2016 (11–13 Jahre)I  | Onni Tommila        |               | Oskari              | Big Game – Die Jagd beginnt (Big Game)                                                           |                          |
| 2016 (11–13 Jahre)I  | Ty Simpkins         | 6. Aug. 2001  | Gray                | Jurassic World                                                                                   |                          |
| 2016 (14–21 Jahre)I  | Michael Grant       |               | Colt                | Where Hope Grows                                                                                 |                          |
| 2016 (14–21 Jahre)I  | Abraham Attah       | 2. Juli 2001  | Agu                 | Beasts of No Nation                                                                              |                          |
| 2016 (14–21 Jahre)I  | Josh Wiggins        | 2. Nov. 1998  | Justin Wincott      | Max: Bester Freund. Held. Retter. (Max)                                                          |                          |
| 2017                 | Julian Feder        |               | Po                  | A Boy Called Po                                                                                  |                          |
| 2017                 | Edouard Holdener    | 28. Mai 2004  | George              | Hunky Dory                                                                                       |                          |
| 2017                 | Jacob Tremblay      | 5. Okt. 2006  | Cody                | Before I Wake                                                                                    |                          |
| 2017                 | Neel Sethi          | 22. Dez. 2003 | Mowgli              | The Jungle Book                                                                                  |                          |
| 2017                 | Oakes Fegley        | 11. Nov. 2004 | Pete                | Elliot, der Drache (Pete’s Dragon)                                                               |                          |
| 2017                 | Sunny Pawar         |               | Saroo               | Lion – Der lange Weg nach Hause (Lion)                                                           |                          |
| 2018                 | Carson Reaume       | 22. Mai 2003  |                     | Die Hütte – Ein Wochenende mit Gott (The Shack)                                                  |                          |
| 2018                 | Hunter Fischer      |               | Joey                | Hickok                                                                                           |                          |
| 2018                 | Noah Jupe           | 25. Feb. 2005 | Nicky               | Suburbicon                                                                                       |                          |
| 2019                 | Christopher Convery | 17. Jan. 2008 | August Balder       | Verschwörung (The Girl in the Spider’s Web)                                                      |                          |
| 2019                 | Tyler DiChiara      |               | Kai                 | Relish                                                                                           |                          |
| 2019                 | Dogen Eyeler        |               | Elliot Peterson     | Black Pumpkin                                                                                    |                          |
| 2019                 | Paul-Mikél Williams |               | Anthony             | 15:17 to Paris (The 15:17 to Paris)                                                              |                          |
| 2019                 | Philip Zhao         | 20. Feb. 2003 | Sho                 | Ready Player One                                                                                 |                          |

Anmerkungen
1. 1 2 3  Im Jahr 2016 wurde der Preis in drei unterschiedlichen Altersklassen vergeben.